# 北村季吟

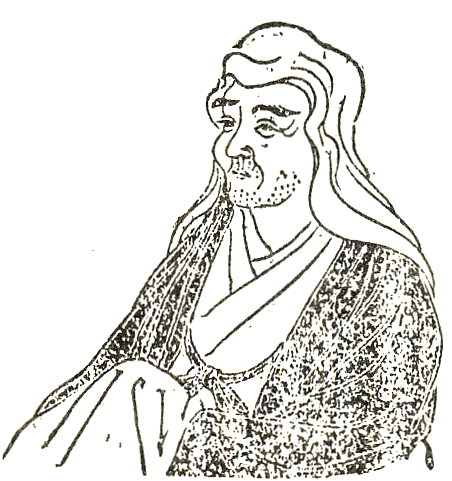
北村季吟

北村 季吟（きたむら きぎん、寛永元年12月11日〈1625年1月19日〉 - 宝永2年6月15日〈1705年8月4日〉）は、江戸時代前期の歌人、俳人、和学者。名は静厚、通称は久助・再昌院、別号は慮庵・呂庵・七松子・拾穂軒・湖月亭。

## 経歴
出身は近江国野洲郡北村（現在の滋賀県野洲市）。祖父の宗龍、父の宗円を継いで医学を修めた。
はじめ俳人安原貞室に、ついで松永貞徳について俳諧を学び、『山之井』の刊行で貞門派俳諧の新鋭といわれた。飛鳥井雅章・清水谷実業に和歌、歌学を学んだことで、『土佐日記抄』、『伊勢物語拾穂抄』、『源氏物語湖月抄』などの注釈書をあらわし、元禄2年（1689年）には歌学方として500石にて子息湖春と共に幕府に仕えた。以後、北村家が幕府歌学方を世襲した。
俳諧は貞門派の域を出なかったが、『新続犬筑波集』、『続連珠』、『季吟十会集』の撰集、式目書「埋木（うもれぎ）」、句集「いなご」は特筆される。山岡元隣、松尾芭蕉、山口素堂など優れた門人を輩出している。宝永2年（1705年）死去、享年82。
大正4年（1915年）、従四位を追贈された。
台東区池之端の正慶寺に季吟の墓（東京都史跡）があり、墓石正面に「再昌院法印季吟先生」、墓石側面に「花も見つ 郭公（ほととぎす）をもまち出でつ　この世 後の世おもふ事なき」と辞世の句が刻まれている。
末裔に、長野県の県歌『信濃の国』を作曲した北村季晴および元サッカー日本代表で数学者の北村春吉がいる。

## 主な著作
- 『源氏物語湖月抄』- 新版・講談社学術文庫 全3巻、初版1982年
- 『徒然草文段抄』
- 『枕草子春曙抄』
- 『伊勢物語拾穂抄』（延宝8年（1680年）刊行）
- 『八代集抄』
- 『菟芸泥赴』
- 『万葉拾穂抄』

## 主な門人
- 柳沢吉保
- 松尾芭蕉
- 山岡元隣
- 山口素堂
- 田捨女

## 関連文献
- 石倉重継 (花笠主人) 『北村季吟伝』三松堂　1898　クレス出版、1995
- 『北村季吟著作集 第1集 (道の栄）』北村季吟大人遺著刊行会、1962
- 『北村季吟古註釈集成』全44巻別巻6 新典社、1976-80
- 榎坂浩尚『北村季吟論考』1996、新典社研究叢書